# The Case of Becky
The Case of Becky er en amerikansk stumfilm fra 1915 af Frank Reicher.

## Medvirkende
- Blanche Sweet som Dorothy / Becky
- Theodore Roberts som Balzamo
- James Neill som Dr. Emerson
- Carlyle Blackwell som Dr. John Arnold
- Jane Wolfe som Carrie